# Scissomètre
Le scissomètre est un instrument utilisé en mécanique des sols pour mesurer la cohésion de certains sols fins (exemple : argiles, limons, vases). L'appareil mesure sa résistance au cisaillement sous contrainte normale nulle (unité : MPa mégaPascal), dans une situation non drainée.
L'essai scissométrique est décrit dans la norme française NF P 94-112.
En général une tige métallique avec des pales a son extrémité est enfoncée dans le sol en limitant les remaniements inévitables. Les pales sont mises ensuite en rotation par un couple de torsion dans l'axe de la tige (mieux si la vitesse angulaire est constante) : la rupture du sol est progressive. La vitesse de cisaillement des sols influe beaucoup sur les résultats des essais (courbe scissométrique).
Un scissomètre peut aussi servir à mesurer la cohésion de la neige.